# أكسل ليونغ
أكسل ليونغ (بالسويدية: Axel Ljung)‏ هو لاعب جمباز فني سويدي، ولد في 31 مارس 1884 في ستوكهولم في السويد، وتوفي بنفس المكان في 5 فبراير 1938.

## وصلات خارجية
- أكسل ليونغ على موقع اللجنة الأولمبية الدولية (الإنجليزية)
- أكسل ليونغ على موقع أوليمبيديا (الإنجليزية)
- أكسل ليونغ على موقع اللجنة الأولمبية السويدية (السويدية)